# Блаженная дева
«Блаженная дева» — картина английского художника-прерафаэлита Данте Габриэля Россетти, писавшаяся в период с 1875 по 1878 год, а также одноимённый сонет его же авторства, впервые опубликованный в журнале «Росток».

## Информация о картине
«Блаженная дева» — единственная картина Россетти, сонет для которой появился раньше самой картины. Сонет впервые был опубликован в журнале «Росток» 1850 году; после автор подвергал его изменениям дважды. Отчасти стихотворение было написано под влиянием «Ворона» Эдгара Аллана По, где лирический герой горюет об умершей возлюбленной; Россетти решил представить эту ситуацию с обратной стороны — здесь девушка смотрит на своего возлюбленного с небес. Друзья и покровители художника стали убеждать его проиллюстрировать своё на тот момент самое известное стихотворение, в 1871 году художник, в конце концов, решился на это, приняв заказ от Уильяма Грэма. После того, как картина была завершена, Грэм заказал для неё пределлу. Общая стоимость работы составила 1157£. Натурщицей для образа девушки была Алекса Уайлдинг, для образов ангелов позировали Уилфред Джон Хотри и Мэй Моррис.
В 1879 году копию картины заказал и приобрёл коллекционер Фредерик Лейланд, один из частых покупателей работ Россетти. Они оба размышляли над идеей триптиха, состоящего из «Мнемозины», копии «Блаженной девы» и «Прозерпины», которая в итоге осуществилась — все три картины Лейланд повесил в своём кабинете рядом с другими портретами Россетти.
На данный момент картина находится в собрании Художественного музея Фогга, авторское повторение, созданное для Фредерика Лейланда, — в собрании Художественной галереи леди Левер.